# Heinrich Kuhlmann (Poitiker, 1863)
1. WEITERLEITUNG Heinrich Kuhlmann (Politiker, 1863)